# Jickovice
Jickovice är en ort i Tjeckien.   Den ligger i regionen Södra Böhmen, i den centrala delen av landet, 70 km söder om huvudstaden Prag. Jickovice ligger 407 meter över havet och antalet invånare är 104.
Terrängen runt Jickovice är platt. Runt Jickovice är det ganska tätbefolkat, med 86 invånare per kvadratkilometer. Närmaste större samhälle är Písek, 16,5 km söder om Jickovice. I omgivningarna runt Jickovice växer i huvudsak blandskog.